# Turbinenhaus (Detmold)

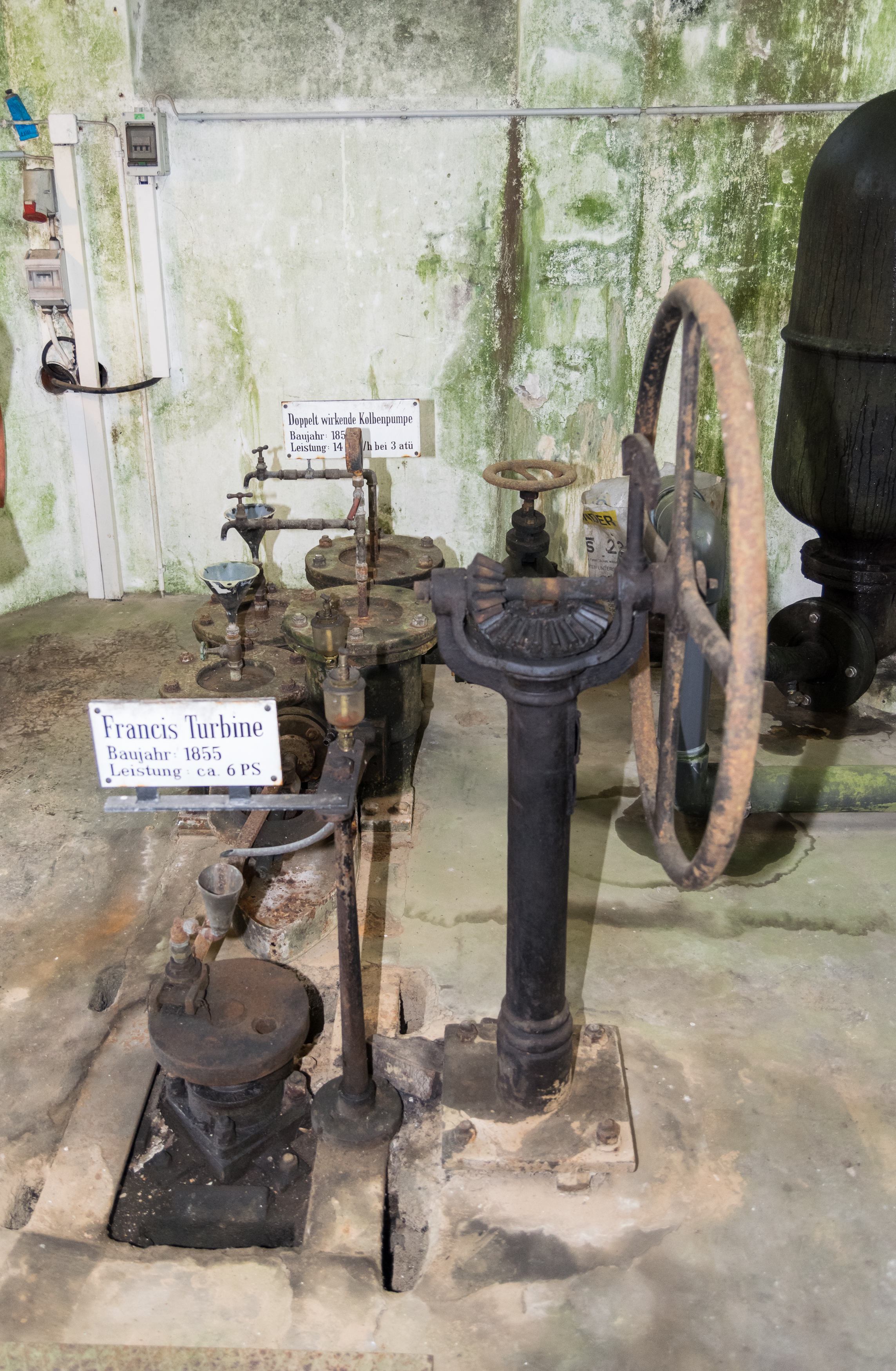
Francis-Turbine

Das Pumpen- oder Turbinenhaus in der Neustadt ist ein denkmalgeschütztes Bauwerk in Detmold im Kreis Lippe (Nordrhein-Westfalen).

## Geschichte und Architektur
1854 entwarf Ferdinand Brune ein Pumpensystem, um im Palaisgarten eine Springbrunnenanlage zu betreiben. Doch Kammerrat Stein verwarf die Pläne Brunes, er hielt sie für nicht zweckmäßig. Daraufhin entstand eine veränderte Planung des späteren Hofbaumeisters Wilhelm von Meien, die vom Fürsten genehmigt und in Auftrag gegeben wurde.
Das achteckige Maschinenhaus in romanischen Formen aus Quadermauerwerk und Werksteinteilen wurde 1855 errichtet. Über eine auch heute noch funktionstüchtige Francis-Turbine der Firma Alfred Wever & Co. aus Barmen wurde Wasser aus dem nahegelegenen Friedrichstaler Kanal in ein Natursteinbecken auf dem Papenberg oberhalb des Palaisgartens gepumpt. Durch den natürlichen Wasserdruck konnten die Wasserspiele im Palaisgarten versorgt werden, anschließend wurde das Wasser wieder dem Kanal zugeführt.
Im Jahr 1992 haben die Freunde der Residenz eine neue elektrische Pumpe finanziert, um die Francis-Turbine zu schonen. 2008 sind die Leitungen erneuert worden, seitdem werden die Wasserspiele direkt von der Pumpe gespeist.